# Трайчо Трайков
Трайчо Дімітров Трайков (болг. Трайчо Димитров Трайков; нар. 19 квітня 1970, Софія, Болгарія) — болгарський політичний діяч, міністр економіки, енергетики і туризму з 2009 по 2012 роки. З 2013 року — член Реформаторського блоку. У 2016 році кандидат у президенти Болгарії від Реформаторського блоку.

## Життєпис
Трайчо Трайков народився 19 квітня 1970 року в столиці Болгарії Софії. За походженням Трайчо Трайков є македонським болгарином.
Навчався у «Першій школі англійської мови» у Софії, котру закінчив у 1989 році. У 1994 році закінчив Університет національного та світового господарства за фахом — міжнародні економічні відносини.
Навчання продовжив у Австрії та Німеччині. Там він закінчив спеціальні курси у галузі фінансового аналізу та управління. Потім Трайчо Трайков працював консультантом у приватному секторі.
З 2005 по 2009 рік Трайчо Трайков працював у болгарському відділенні австрійського концерну «EVN AG», одного з найбільших європейських експортерів електротехнічної продукції.

## Політична діяльність
У 2009 вступив у партію Громадяни за європейський розвиток Болгарії, у якій перебував до 2012 року. Після перемоги ГЄРБ на парламентських виборах 2009 року в Болгарії, Трайчо Трайков отримав пропозицію від Прем'єр-міністри Болгарії Бойко Борисова очолити міністерство економіки, енергетики і туризму. Міністерство очолював з 2009 по 2012 роки.
У 2013 році став членом Реформаторського блоку. 1 вересня 2016 року Трайчо Трайков був висунений на Президентські вибори в Болгарії від Реформаторського блоку.